# Grande Rivière Est (Percé)
Pour les articles homonymes, voir Grande Rivière.
La Grande Rivière Est coule dans les cantons de Fortin et de Rameau, dans le territoire non organisé de Mont-Alexandre, dans la municipalité régionale de comté (MRC) Le Rocher-Percé, dans la région administrative de la Gaspésie-Îles-de-la-Madeleine, au Québec, au Canada.
La "Grande Rivière Est" est un affluent de la rive Est de la Grande Rivière laquelle coule vers le Sud jusqu'à la rive Nord de la Baie des Chaleurs ; cette dernière s'ouvre vers l'Est sur le golfe du Saint-Laurent.

## Géographie
La "Grande Rivière Est" prend sa source de ruisseaux de montagne dans la partie centre Ouest du territoire non organisé de Mont-Alexandre (canton de Fortin). Cette source est située à :
- 2,7 km à l'Est de la limite du canton de Joncas ;
- 6,7 km au Sud de la limite du canton de York ;
- 3,4 km à l'Est du cours de la Grande Rivière Nord (Percé) ;
- 26,4 km au Nord du pont de la route 132 enjambant la Grande Rivière (Percé), tout près de sa confluence dans la Baie-des-Chaleurs.

À partir de sa source, la « Grande Rivière Est » coule sur 22,0 km répartis selon les segments suivants :
- 0,8 km vers le Sud dans le territoire non organisé de Mont-Alexandre, jusqu'à la confluence d'un ruisseau (venant de l'Est) ;
- 2,0 km vers le Sud, jusqu'à la confluence d'un ruisseau (venant du Nord-Ouest) ;
- 0,2 km vers le Sud, jusqu'à la confluence d'un ruisseau (venant de l'Ouest) ;
- 1,3 km vers le Sud, jusqu'à la confluence d'un ruisseau (venant de l'Ouest) ;
- 2,7 km vers le Sud, puis vers l'Est, jusqu'à la confluence d'un ruisseau (venant du Nord) ;
- 1,8 km vers le Sud, jusqu'à la confluence de la rivière à Nadeau (venant du Nord-Est) ;
- 1,3 km vers le Sud, jusqu'à la confluence d'un ruisseau (venant de l'Est) ;
- 2,2 km vers le Sud, vers l'Ouest, puis vers le Sud, jusqu'à la limite du canton de Rameau ;
- 2,5 km vers le Sud-Est, jusqu'à la confluence d'un ruisseau (venant de l'Ouest) ;
- 3,1 km vers le Sud-Est, jusqu'à la confluence du ruisseau Blanc (venant de l'Est) ;
- 1,6 km vers le Sud, jusqu'à la confluence du ruisseau du Carreau Rouge (venant de l'Est) ;
- 2,5 km vers le Sud, jusqu'à la confluence de la rivière[1].

La "Grande Rivière Est" se déverse sur la rive Est de la Grande Rivière (Percé) à la hauteur de la "Fosse de la Petite Malbaie". Cette confluence est située à :
- 1,2 km en amont de la confluence du "ruisseau du Club" ;
- 2,5 km en amont de la limite du territoire de la ville de Grande-Rivière (Québec) ;
- 11,6 km à l'Est du centre du village de la municipalité de Grande-Rivière (Québec),
- 2,9 km à l'Ouest de la limite du territoire de la ville de Percé.

## Toponymie
Le toponyme "Grande Rivière Est" a été officialisé le 6 juin 1981 à la Commission de toponymie du Québec.